# 驪州警察署
驪州警察署（ヨジュけいさつしょ）は、京畿地方警察庁所管の警察署である。

## 管轄区域
- 驪州市

## 沿革
- 1945年10月21日 -国立警察開設とともに、京畿道警察部傘下の警察署として開所。

## 管轄派出所
- 加南派出所
- 占東派出所
- 金沙派出所
- 興川派出所
- 弘門派出所
- 北内派出所
- 大神派出所
- 山北派出所
- 康川派出所
- 陵西派出所